# Amedeo Giovanni Conte
Amedeo Giovanni Conte (Pavia, 24 maggio 1934 – Cava Manara, 17 maggio 2019) è stato un filosofo italiano.

## Biografia
Dopo aver conseguito la maturità classica presso il liceo classico "Ugo Foscolo" di Pavia, proseguì gli studi presso l'Università degli Studi di Pavia, quale alunno del Collegio Ghislieri. Si laureò in Giurisprudenza con una tesi in Filosofia del diritto, il 23 aprile 1957.
Dopo la laurea, studiò Logica matematica all'Università di Münster e Filosofia all'Università di Freiburg im Breisgau. 
Sposò nel 1964 Maria-Elisabeth Conte (Soest, 1935 – Pavia, 1998), docente ordinario di Semiotica all'Università di Pavia. Da Maria-Elisabeth, Conte ha avuto nel 1965 una figlia, Adelheid Conte.
Nell'anno accademico 1963-1964 tenne il primo corso italiano di Logica deontica, presso il Collegio Ghislieri di Pavia.
Conseguì la libera docenza nel 1964 all'Università degli Studi di Torino, sotto la guida di Norberto Bobbio.
Nel 1964 tradusse per la Giulio Einaudi Editore il Tractatus Logico-Philosophicus di Ludwig Wittgenstein.
Dal 1964 al 1974 insegnò Teoria generale del diritto e dal 1974 al 2016 Filosofia del diritto, sempre all'Università di Pavia.
Dal 2000 fu socio (classe di scienze morali) dell'Accademia Nazionale dei Lincei  e dell'Istituto Lombardo Accademia di Scienze e Lettere.

## Ricerca
Si occupò prevalentemente di semiotica (in particolare: di semiotica dei performativi) e di deontica filosofica. Le sue ricerche di deontica filosofica si dividono in due insiemi: ricerche di deontica e ricerche sulla deontica. 
Delle prime fanno parte le ricerche sulle regole eidetico-costitutive, le ricerche sulla validità deontica, le ricerche sulla logica del linguaggio normativo, le ricerche sull'ontologia del normativo, le ricerche sulla pragmatica del linguaggio normativo.
Delle ricerche sulla deontica fanno invece parte le ricerche teoretiche di metadeontica (ricerche sullo statuto della deontica) e le ricerche storiografiche di storia della deontica.
Come scrive Conte stesso: "Queste ricerche sono come punti d'una circonferenza, punti accomunati dalla relazione intercorrente tra ognuno di essi ed un altro punto (il centro), che sulla circonferenza stessa non appare." A connettere le ricerche di Conte è la loro relazione con una domanda fondamentale: "In che cosa consiste quel déon, dal quale la deontica prende il nome, e del quale la deontica è teoria?" 

## Opere scientifiche
- Ricerche in tema d'interpretazione analogica. Pavia, Tipografia del Libro, 1959.
- Saggio sulla completezza degli ordinamenti giuridici. Torino, Giappichelli, 1962.
- Primi argomenti per una critica del normativismo. Pavia, Tipografia del Libro, 1968.
- Ricerca d'un paradosso deontico. Pavia, Tipografia del Libro, 1974.
- Deontische Logik und Semantik (con Risto Hilpinen e Georg Henrik von Wright). Wiesbaden, Athenaion, 1977.
- Nove studi sul linguaggio normativo. Torino, Giappichelli, 1985.
- Filosofia del linguaggio normativo. I. Studi 1965-1981. Torino, Giappichelli, 1989.
- Filosofia del linguaggio normativo. II. Studi 1982-1994. Con una lettera di Norberto Bobbio. Torino, Giappichelli, 1995.
- Filosofia dell'ordinamento normativo. Studi 1957-1968. Torino, Giappichelli, 1997.
- Filosofia del linguaggio normativo. III. Studi 1995-2001. Torino, Giappichelli, 2001.
- Filosofia del diritto (con Paolo Di Lucia, Luigi Ferrajoli, Mario Jori). Milano, Cortina, 2002, 2013.
- Ricerche di Filosofia del diritto (con Paolo Di Lucia, Antonio Incampo, Giuseppe Lorini, Lorenzo Passerini Glazel, Wojciech Żełaniec). Torino, Giappichelli, 2007.
- Res ex nomine. Napoli, Editoriale Scientifica, 2009.
- Sociologia filosofica del diritto. Torino, Giappichelli, 2011.
- Adelaster. Il nome del vero. Milano, LED, 2016.
- Lezioni di deontica. Dagli appunti di Marco Q. Silvi (1996-1997). Milano, LED, 2021 (postumo).

## Opere letterarie
È inventore del genere letterario da lui chiamato "eidogramma" ed autore di numerosi eidogrammi, solo parzialmente éditi:
- Nella parola. Osnago, Pulcinoelefante, 2004.
- Kenningar. Bari, Adriatica, 2006.